# ريتشارد براينت (لاعب كريكت)
ريتشارد براينت (8 مايو 1904 في أستراليا - 17 أغسطس 1989) (بالإنجليزية: Richard Bryant)‏ هو لاعب كريكت أسترالي.

## وصلات خارجية
- ريتشارد براينت على موقع إي آس بي آن كريك إنفو (الإنجليزية)